# Národní park Jomfruland
Národní park Jomfruland je mořský národní park nacházející se na norských ostrovech Jomfruland a Stråholmen v šérovém pobřeží a v jejich mořském okolí v kraji Telemark. Celkem 98 % rozlohy národního parku tvoří moře – vody Skagerraku a Jomfrulandsrenny. Park byl zřízen v roce 2016 s cílem „zachovat rozsáhlou přírodní oblast s geologicky typickým rázem s ledovcovými usazeninami a biologickou rozmanitostí v moři i na souši s charakteristickými a reprezentativními ekosystémy a přírodní krajinou, která je bez větších zásahů“. Národní park má rozlohu 117 km². K jeho vytvoření došlo na základě místní iniciativy, která začala v roce 2013.

## Geografie, krajina, geologie
Národní park se nachází v obci Kragerø, táhne se v délce zhruba 29 km od severovýchodu k jihozápadu; a sousedí s chráněnou krajinnou oblastí Stråholmen, která byla nově zřízena současně s národním parkem. Národní park je z 98 % tvořen mořem a mořským dnem. Velká část mořského dna se nachází v mělkých vodách a je vysoce produktivní. Přibližně 15 km² chaluhového lesa, porostů mořských trav, měkkého dna, mušlového písku a ledovcových usazenin je národně významných.
Krajinu směrem k moři charakterizují oblázky a mořské valy. Ve vnitrozemí se nacházejí otevřené pastviny a louky. Čelní moréna Raet, která vznikla na konci poslední doby ledové, se rozprostírá po celé délce národního parku, a to jak na moři, tak na souši. Oblázková pláž na vnější straně Jomfrulandu je dlouhá asi 7 kilometrů.

## Flóra a fauna
Ostrovy Jomfruland a Stråholmen jsou využívány jako tahové zastávky stěhovavými ptáky. Ptačí observatoř na Jomfrulandu zaznamenala 318 druhů ptáků, což je druhý největší počet v zemi. Na severu Jomfrulandu a na Stråholmenu hnízdí slavíci, konopky a příležitostně i ťuhýci a hýli. V oblasti žije největší populace turpana hnědého ve východním Norsku. Na pobřeží Telemarku žije stálá populace tuleňů obecných, velká část z nich žije v národním parku.

## Správa a využívání území
Oblast je oblíbenou rekreační oblastí. Hojně navštěvovaný je zejména Jomfruland, ale také Stråholmen, ostatní ostrůvky a Stangnes na pevnině. V národním parku je 22 oblastí o celkové rozloze 150,3 ha, které jsou vyhrazeny pro širokou veřejnost k rekreaci v přírodě.